# Sagamia geneionema
Sagamia geneionema es una especie de peces de la familia de los Gobiidae en el orden de los Perciformes.

## Morfología
Los machos pueden llegar a alcanzar los 7,1 cm de longitud total.

## Hábitat
Es un pez de marí, de clima templado y demersal.

## Distribución geográfica
Se encuentra en Japón

## Observaciones
Es inofensivo para los humanos. 